# Ballonkanone
Ballonkanone, auch Ballonabwehrkanone (BAK), Ballonbekämpfungskanone, ist eine Sammelbezeichnung für verschiedene Geschütze, die zur Bekämpfung von Ballonen eingesetzt wurden. Ballonabwehrkanonen sind seit 1870/71 bekannt und gelten als frühe Vorläufer der Flugabwehrkanonen (FlaK).
Krupp modifizierte 1870 ein 3,7-cm-Geschütz dahingehend, dass es auf einem Pferdewagen montiert werden konnte und damit mobiler wurde. Die Erfolge waren mäßig, lediglich der Ballon Le Daguerre wurde am 12. November 1870 abgeschossen und die Besatzung gefangen genommen. Dennoch verwiese die neue Waffe auf die kommende Kriegsführung, auch wenn sie sich in ihrem Nutzen zur damaligen Zeit sehr begrenzt erwies.
Vor dem Ersten Weltkrieg wurden einige Ballonabwehrkanonen vorgestellt. Von der Firma Ehrhardt in Zella-Mehlis sind Modelle bekannt, die jedoch vom Militär nicht akzeptiert wurden. Im Ersten Weltkrieg wurde mit dem Kaliber der früheren 7,7-cm-Feldkanone C/96 ein Geschütz zur Ballonabwehr eingeführt, das ab 1914 als  „7,7-cm-Ballonkanone“ bezeichnet wurde.

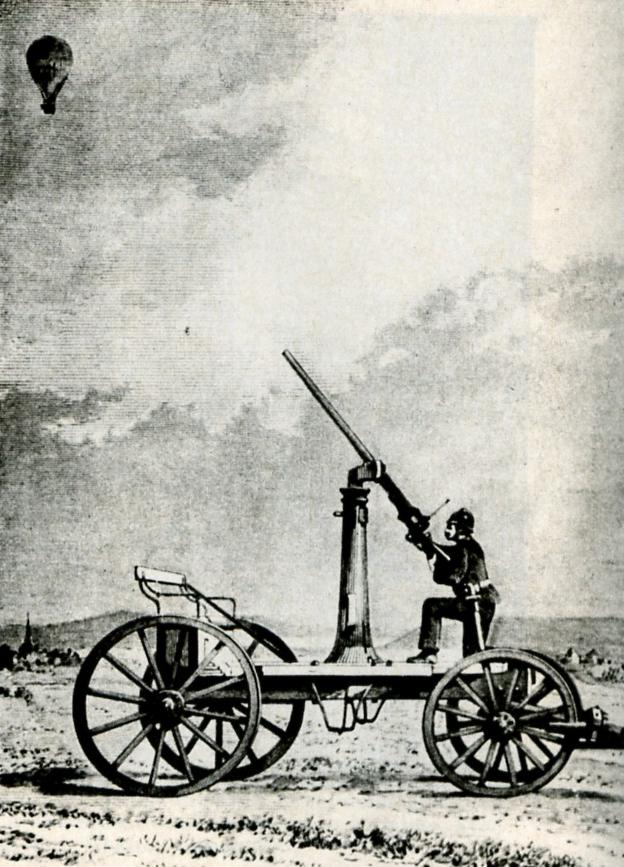
3,7-cm-Ballonabwehrkanone von Krupp auf Pivotlafette
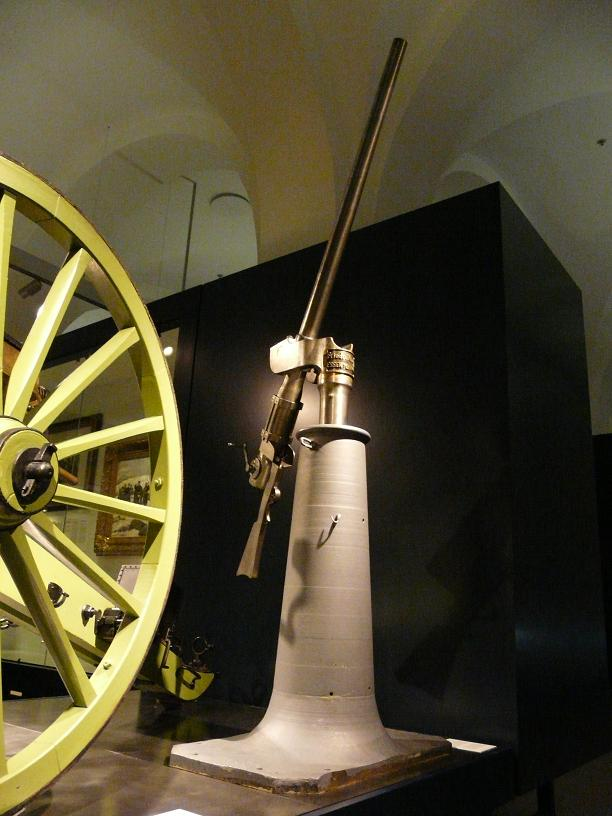
3,7-cm-Ballonabwehrkanone von Krupp
Ballonabwehrkanone von Krupp auf Selbstfahrlafette
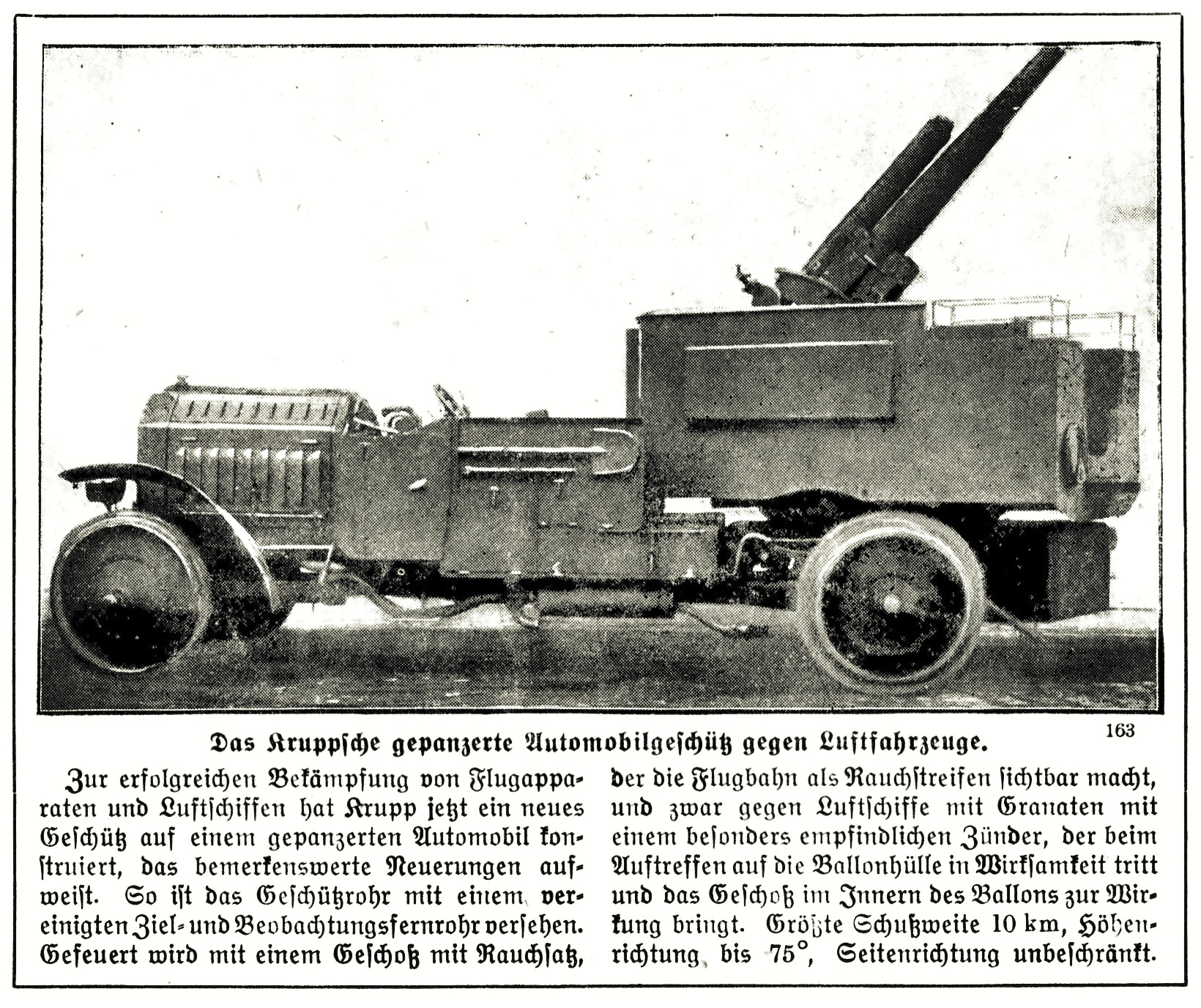
7,7-cm-leichte Kraftwagenflak L/27

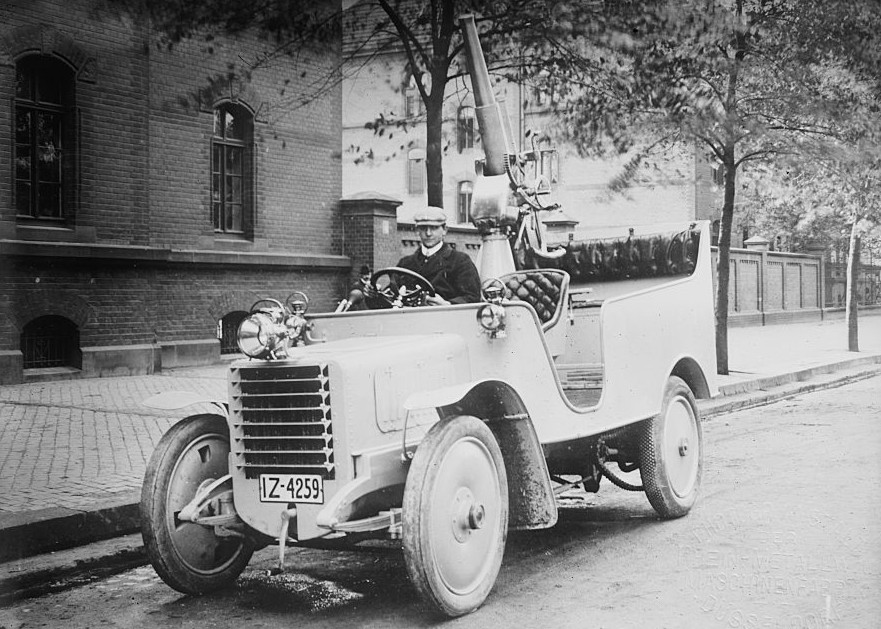
5-cm-Ballonabwehrkanone auf Selbstfahrlafette von Ehrhardt
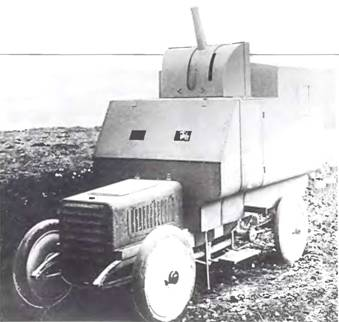
5-cm-Flak L/30 auf Kraftwagen M. 1906
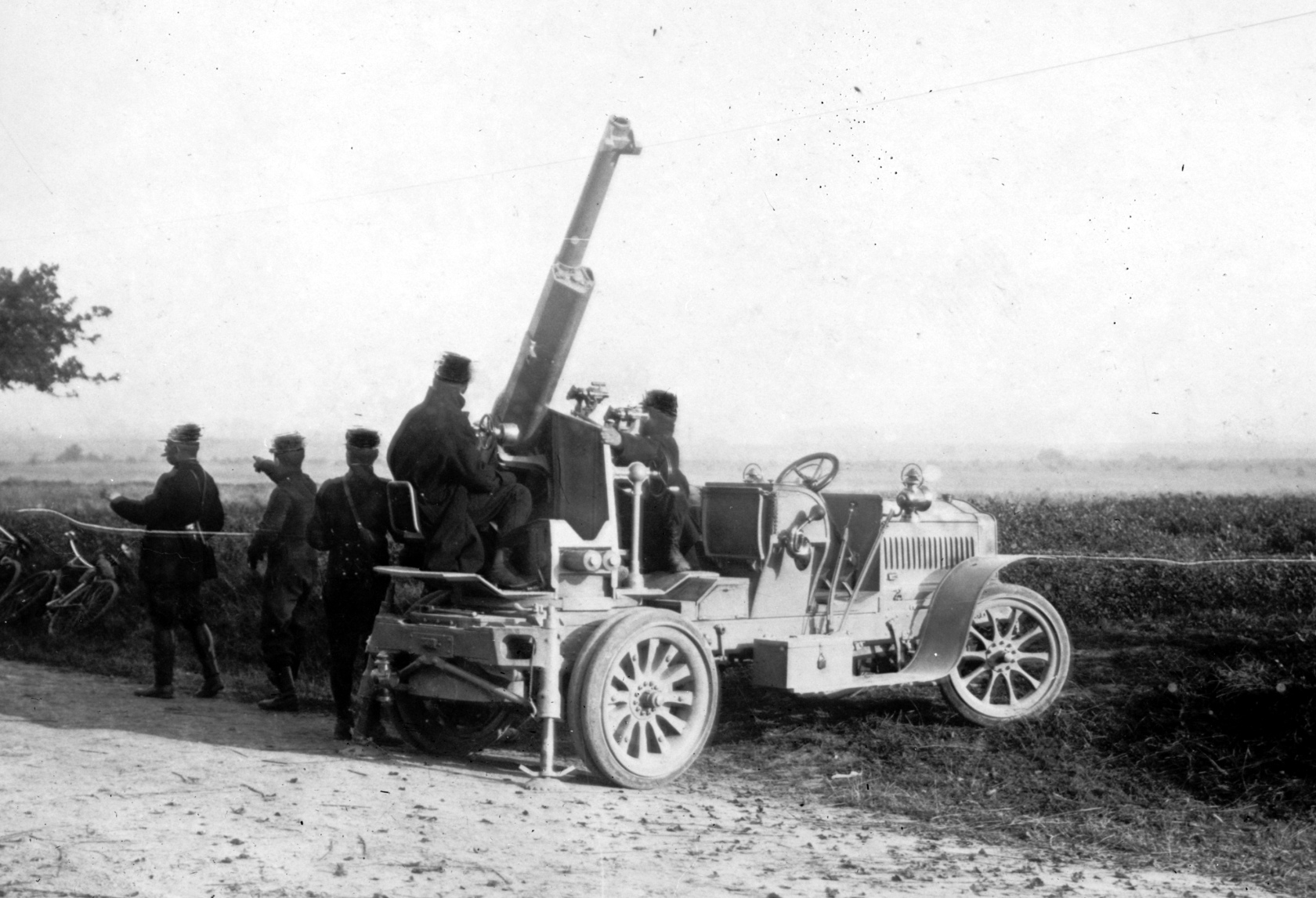
Canon de 75 mm M.97 sur automobile
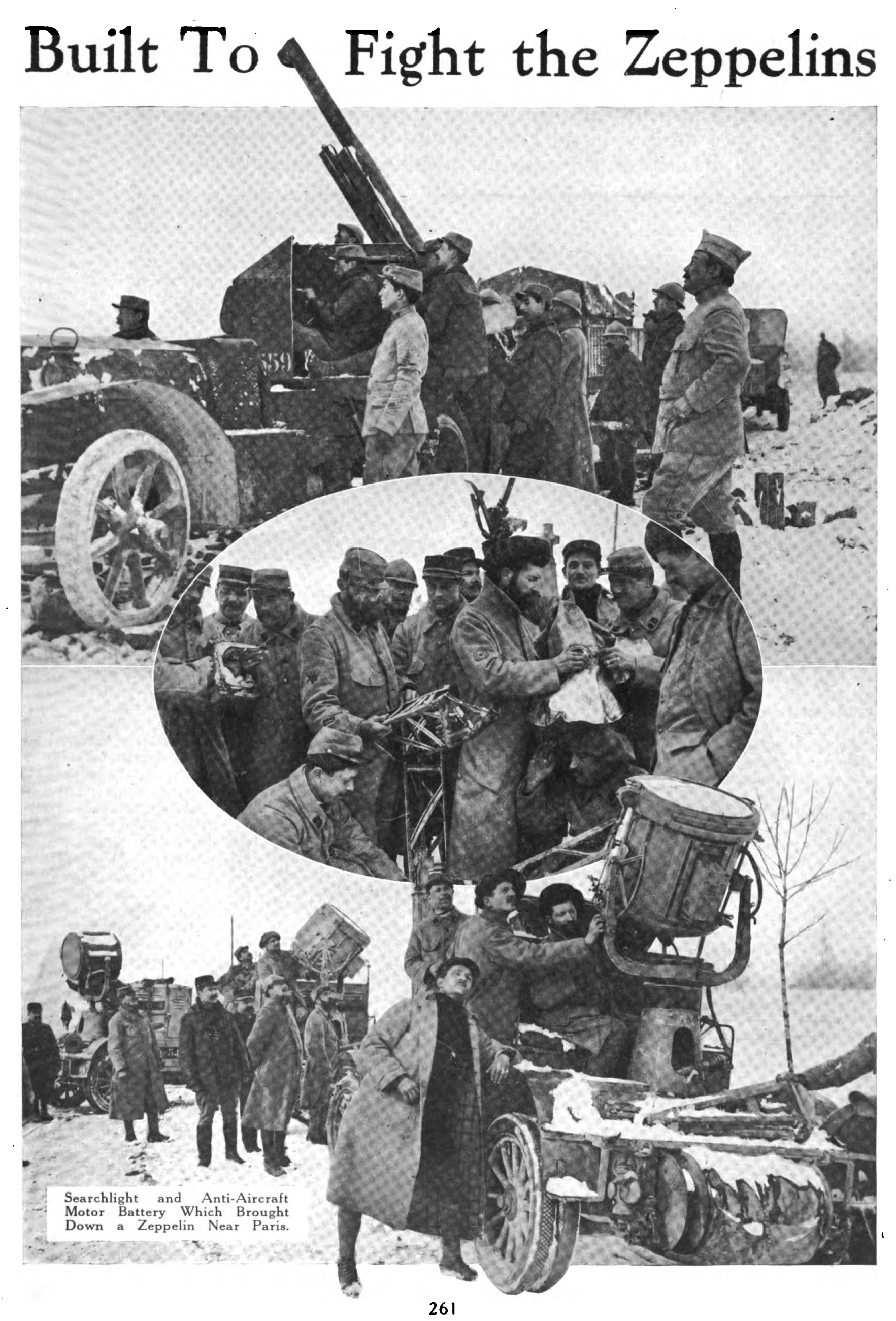
Französische Ballonabwehr-Artillerie